# Hansblockit
Hansblockit (IMA-Symbol Hbk) ist ein sehr selten vorkommendes Mineral aus der Mineralklasse der „Sulfide und Sulfosalze“ mit der chemischen Zusammensetzung (Cu,Hg)(Bi,Pb)Se2 und damit chemisch gesehen Kupfer-Bismut-Selenid. Die in den runden Klammern angegebenen Elemente Kupfer und Quecksilber beziehungsweise Bismut und Blei können sich in der Formel jeweils gegenseitig vertreten (Substitution, Diadochie), stehen jedoch immer im selben Mengenverhältnis zu den anderen Bestandteilen des Minerals. Aufgrund der chemischen Ähnlichkeit der Selenide zu den Sulfiden werden diese in die gleiche Klasse eingeordnet.
Hansblockit kristallisiert im monoklinen Kristallsystem, konnte bisher jedoch nur in Form von eingewachsenen, hypidio- bis xenomorphen Körnern bis 200 μm Größe oder als leistenförmige, dünne Täfelchen bis 100 μm entdeckt werden. Das Mineral ist in jeder Form undurchsichtig (opak) und zeigt auf den Oberflächen der schwarzen, im Auflicht cremeweißen bis lichtgrauen, Körner einen metallischen Glanz. Die Strichfarbe von Hansblockit ist ebenfalls schwarz.

## Etymologie und Geschichte
Erstmals entdeckt wurde Hansblockit in Mineralproben aus den Haldenresten des aufgelassenen Bergwerks „El Dragón“ in der Provinz Antonio Quijarro (Departamento Potosí) in Bolivien. Die Analyse und Erstbeschreibung führten Hans-Jürgen Förster, Luca Bindi, Christopher J. Stanley und Günter Grundmann durch, die das Mineral nach dem Bergbau- und Geologie-Ingenieur Hans Block (1881–1953) benannten.
Das Mineralogen-Team sandte seine Untersuchungsergebnisse und den gewählten Namen 2015 zur Prüfung an die International Mineralogical Association (interne Eingangs-Nr. der IMA: 2015-103), die den Hansblockit als eigenständige Mineralart anerkannte. Die Publikation der Erstbeschreibung erfolgte 2017 im englischsprachigen Fachmagazin Mineralogical Magazine
Das Typmaterial des Minerals wird in der mineralogischen Sammlung des Natural History Museum (NHM) in London unter der Katalog-Nummer BM 2015,136 sowie in der Mineralogischen Staatssammlung im Museum Mineralogia München (ehemals Museum Reich der Kristalle) unter der Katalog-Nr. MSM 73573 aufbewahrt.

## Klassifikation
Da der Hansblockit erst 2015 als eigenständiges Mineral anerkannt wurde, ist er weder in der seit 1977 veralteten 8. Auflage noch in der von der IMA zuletzt 2009 aktualisierte 9. Auflage der Strunz’schen Mineralsystematik verzeichnet.
Auch die vorwiegend im englischen Sprachraum gebräuchliche Systematik der Minerale nach Dana kennt den Hansblockit noch nicht.
Im zuletzt 2018 überarbeiteten und aktualisierten Lapis-Mineralienverzeichnis nach Stefan Weiß, das sich aus Rücksicht auf private Sammler und institutionelle Sammlungen allerdings noch nach der alten Form der Systematik von Karl Hugo Strunz in der 8. Auflage richtet, erhielt das Mineral die System- und Mineral-Nr. II/E.04-023. In der „Lapis-Systematik“ entspricht dies der Klasse der „Sulfide und Sulfosalze“ und dort der Abteilung „Sulfosalze (S : As,Sb,Bi = x)“, wo Hansblockit zusammen mit Chalkostibit, Cuprobismutit, Emplektit, Grundmannit, Hodrušit, Kupčíkit, Pizgrischit, Příbramit und Quijarroit die unbenannte Gruppe II/E.04 bildet.
Die von der Mineraldatenbank „Mindat.org“ weitergeführte Strunz-Klassifikation (hier: Strunz-Mindat) ordnet den Hansblockit ebenfalls in die Klasse der „Sulfide und Sulfosalze“, dort allerdings in die Abteilung „Sulfosalze mit SnS als Vorbild“ (englisch Sulfosalts of SnS archetype) ein. Diese ist weiter unterteilt nach den in der Verbindung vorherrschenden Metalle, so dass das Mineral entsprechend seiner Zusammensetzung in der Unterabteilung „Mit Cu, Ag, Fe (ohne Pb)“, wo er zusammen mit Chalkostibit, Emplektit, Grundmannit (IMA 2015-038) und Příbramit (IMA 2015-127) die im „Strunz-Mindat-System“ unbenannte Gruppe 2.HA.05 bildet (vergleiche dazu auch Chalkostibitgruppe in der Klassifikation nach Strunz (9. Auflage)).

## Chemismus
In der theoretisch reinen Form von Hansblockit (CuBiSe2 als Polymorph von Grundmannit) bestünde das Mineral im Verhältnis aus je einem Teil Kupfer (Cu) und Bismut (Bi) sowie zwei Teilen Selen (Se). Dies entspricht einem Massenanteil (Gewichtsprozent) von 14,76 Gew.-% Cu, 48,55 Gew.-% Bi und 36,69 Gew.-% Se.
Die Analyse des Typmaterials ergab dagegen aufgrund der gekoppelten Substitution von Cu+ durch Quecksilber (Hg2+) und Bi3+ durch Blei (Pb2+) eine abweichende Zusammensetzung von 9.31 Gew.-% Cu, 31,17 Gew.-% Bi und 34,00 Gew.-% Se sowie 11,43 Gew.-% Hg und 13,55 Gew.-% Pb. Als Fremdbeimengungen konnten noch 0,73 Gew.-% Silber (Ag), 0,03 Gew.-% Cobalt (Co) und 0,17 Gew.-% Nickel (Ni) gemessen werden.
Basierend auf vier Atomen pro Formeleinheit (apfu) wurde aus den Messergebnissen die empirische Durchschnittsformel (Cu0,68Hg0,27Ag0,03Ni0,01)Σ=0,99(Bi0,69Pb0,31)Σ=1,00Se2,01 errechnet und zur anerkannten Formel (Cu,Hg)(Bi,Pb)Se2 idealisiert.

## Kristallstruktur
Hansblockit kristallisiert in der monoklinen Raumgruppe P21/c (Raumgruppen-Nr. 14) mit den Gitterparametern a = 6,853(1) Å; b = 7,635(1) Å; c = 7,264(1) Å und β = 97,68(1)° sowie vier Formeleinheiten pro Elementarzelle.

## Modifikationen und Varietäten
Die Verbindung CuBiSe2 ist dimorph und kommt in der Natur neben dem monoklin kristallisierenden Hansblockit noch als orthorhombisch kristallisierender Grundmannit vor.

## Bildung und Fundorte
An seiner Typlokalität und bisher einzigem bekannten Fundort, dem Bergwerk „El Dragón“ in der bolivianischen Provinz Antonio Quijarro, fand sich Hansblockit in Adern, die zwischen pyrithaltigen Schwarzschiefern und hämatithaltigen Schluffsteinen verlaufen. Als weitere Begleitminerale konnten hier zudem Clausthalit, Eldragónit, Eskebornit, Gold, Grundmannit, Klockmannit, Petrovicit, Umangit und Watkinsonit sowie eine feste Lösung aus Kruťait und Penroseit nachgewiesen werden.